# Стивън Смит
Стивън Ли Смит (на английски: Steven Lee Smith) е американски инженер и астронавт на НАСА, участник в четири космически полета.

## Образование
Стивън Смит завършва колежа Leland High School в Сан Хосе, Калифорния през 1977 г. Завършил е Станфордския университет, окръг Санта Клара, Калифорния както следва: през 1981 г. получава бакалавърска степен по електроинженерство, през 1982 г. става магистър по същата специалност, през 1987 г. завършва втора магистърска програма по бизнес администрация.

## Служба в НАСА
Стивън Смит започва работа в НАСА през 1989 г. като офицер по контрол на полетите. Избран е за астронавт на 31 март 1992 г., Астронавтска група №14. Той взима участие в четири космически полета. Има в актива си седем космически разходки с обща продължителност 49 часа и 48 минути – пето постижение към 2012 г.

### Космически полети
| Космически полети на Стивън Ли Смит                      | Космически полети на Стивън Ли Смит | Космически полети на Стивън Ли Смит | Космически полети на Стивън Ли Смит | Космически полети на Стивън Ли Смит | Космически полети на Стивън Ли Смит  | Космически полети на Стивън Ли Смит |
| №                                                        | Дата                                | КК                                  | Емблема на мисията                  | Функции                             | Продължителност                      |                                     |
| -------------------------------------------------------- | ----------------------------------- | ----------------------------------- | ----------------------------------- | ----------------------------------- | ------------------------------------ | ----------------------------------- |
| 1                                                        | 30 септември 1994                   | „Индевър“, мисия STS-68             |                                     | Специалист на мисията               | 11 денонощия 05 часа 46 мин. 08 сек. |                                     |
| 2                                                        | 11 февруари 1997                    | „Дискавъри“, мисия STS-82           |                                     | Специалист на мисията               | 9 денонощия 23 часа 38 мин. 09 сек.  |                                     |
| 3                                                        | 19 декември 1999                    | „Дискавъри“, мисия STS-103          |                                     | Специалист на мисията               | 7 денонощия 23 часа 11 мин. 34 сек.  |                                     |
| 4                                                        | 8 април 2002                        | „Атлантис“, мисия STS-110           |                                     | Специалист на мисията               | 10 денонощия 19 часа 43 мин. 38 сек. |                                     |
| Сумарно време в космоса – 40 денонощия 00 часа 16 минути |                                     |                                     |                                     |                                     |                                      |                                     |

## Награди
- Медал на НАСА за изключителни заслуги;
- Медал на НАСА за изключително лидерство;
- Медал на НАСА за участие в космически полет.